# Peloropeodes bicolor
Peloropeodes bicolor är en tvåvingeart som först beskrevs av Van Duzee 1926.  Peloropeodes bicolor ingår i släktet Peloropeodes och familjen styltflugor. Inga underarter finns listade i Catalogue of Life.